# Lépaud
Lépaud est une commune française située dans le département de la Creuse en région Nouvelle-Aquitaine.

## Géographie
Cette commune comporte 29 villages (ou hameaux) :
Les Asses, Beaulieu, Les Borderies, La Borie, Le Boucheroux, Boulerand, La Brande, Le Breuil, Chabassière, Chantemerle, La Chapelle, La Croix-Blanche, Le Faux, Gane-Baton, La Gasne-du-Pou, Gigoux, Massoux, Montplaisir, Le Petit-Maurissard, Le Poux, Le Rembucher, Les Rivaux, Rocheneuve, La Souvolle, Les Tailles, Tartot, Vélicitat, Le Vert et La Villedondaine.
| Verneiges | Nouhant | Viersat             |
| Auge      | Lépaud  |                     |
| Lussat    |         | Chambon-sur-Voueize |

### Climat
Pour des articles plus généraux, voir Climat de la Nouvelle-Aquitaine et Climat de la Creuse.
Historiquement, la commune est exposée à un climat montagnard.  
En 2020, Météo-France publie une typologie des climats de la France métropolitaine dans laquelle la commune est exposée à un climat de montagne et est dans la région climatique  Ouest et nord-ouest du Massif Central, caractérisée par une pluviométrie annuelle de 900 à 1 500 mm, maximale en automne et en hiver.
Pour la période 1971-2000, la température annuelle moyenne est de 10,9 °C, avec une amplitude thermique annuelle de 15,7 °C. Le cumul annuel moyen de précipitations est de 863 mm, avec 11,5 jours de précipitations en janvier et 7,4 jours en juillet. Pour la période 1991-2020, la température moyenne annuelle observée sur la station météorologique la plus proche, située sur la commune de Boussac à 18 km à vol d'oiseau, est de 11,0 °C et le cumul annuel moyen de précipitations est de 896,4 mm,. Pour l'avenir, les paramètres climatiques de la commune estimés pour 2050 selon différents scénarios d'émission de gaz à effet de serre sont consultables sur un site dédié publié par Météo-France en novembre 2022.

### Milieux naturels et biodiversité

#### Espaces protégés
La protection réglementaire est le mode d'intervention le plus fort pour préserver des espaces naturels remarquables et leur biodiversité associée.
En 2025, une aire protégée concerne le territoire communal.

#### Zones naturelles d'intérêt écologique, faunistique et floristique
L'inventaire des zones naturelles d'intérêt écologique, faunistique et floristique (ZNIEFF) a pour objectif de réaliser une couverture des zones les plus intéressantes sur le plan écologique, essentiellement dans la perspective d’améliorer la connaissance du patrimoine naturel national et de fournir aux différents décideurs un outil d'aide à la prise en compte de l'environnement dans l'aménagement du territoire.
En 2025, une ZNIEFF est recensée sur la commune d'après l'INPN.
La « vallée de la Voueize à l'amont de Chambon » est une ZNIEFF de type 2 qui concerne le sud du territoire communal, sur environ un kilomètre carré et demi, au lieux-dits la Pièce des Arbres, Roche Neuve et l'Échaudé, en rive gauche de la Voueize, sur six kilomètres et demi le long de son cours, ainsi que sur les parties aval de ses affluents : les ruisseaux de l'Étang de Planche, de la Gane de Boulerand et de l'Étang des Ganettes.

## Urbanisme

### Typologie
Au 1er janvier 2024, Lépaud est catégorisée commune rurale à habitat dispersé, selon la nouvelle grille communale de densité à 7 niveaux définie par l'Insee en 2022.
Elle est située hors unité urbaine et hors attraction des villes,.

### Occupation des sols
L'occupation des sols de la commune, telle qu'elle ressort de la base de données européenne d’occupation biophysique des sols Corine Land Cover (CLC), est marquée par l'importance des territoires agricoles (83,6 % en 2018), une proportion sensiblement équivalente à celle de 1990 (83,7 %). La répartition détaillée en 2018 est la suivante : 
prairies (59,3 %), zones agricoles hétérogènes (24,3 %), forêts (10,9 %), zones industrielles ou commerciales et réseaux de communication (4 %), zones urbanisées (1,5 %). L'évolution de l’occupation des sols de la commune et de ses infrastructures peut être observée sur les différentes représentations cartographiques du territoire : la carte de Cassini (XVIIIe siècle), la carte d'état-major (1820-1866) et les cartes ou photos aériennes de l'IGN pour la période actuelle (1950 à aujourd'hui).

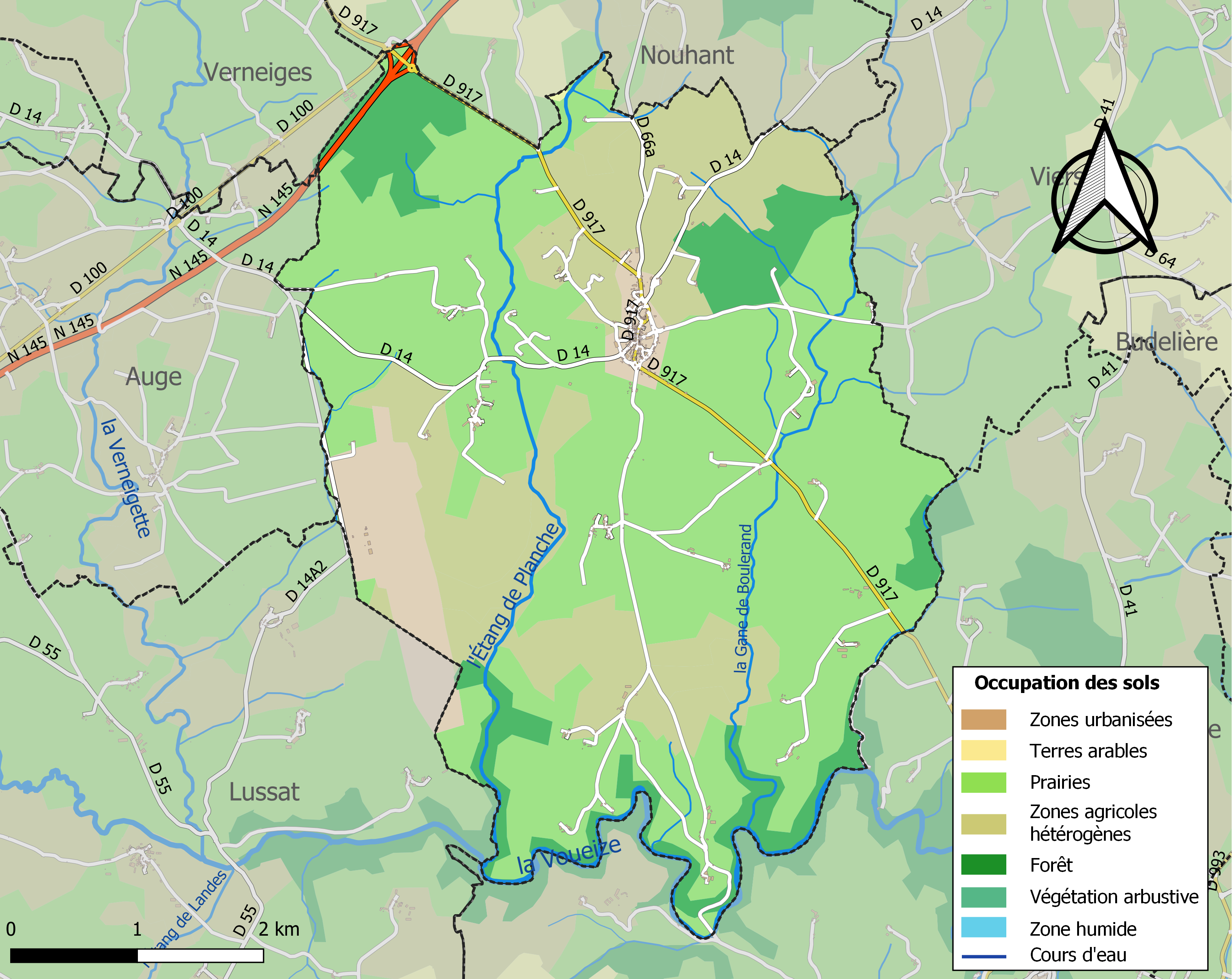
Carte des infrastructures et de l'occupation des sols de la commune en 2018 (CLC).

### Risques majeurs
Le territoire de la commune de Lépaud est vulnérable à différents aléas naturels : météorologiques (tempête, orage, neige, grand froid, canicule ou sécheresse) et séisme (sismicité faible). Il est également exposé à un risque particulier : le risque de radon. Un site publié par le BRGM permet d'évaluer simplement et rapidement les risques d'un bien localisé soit par son adresse soit par le numéro de sa parcelle.

#### Risques naturels

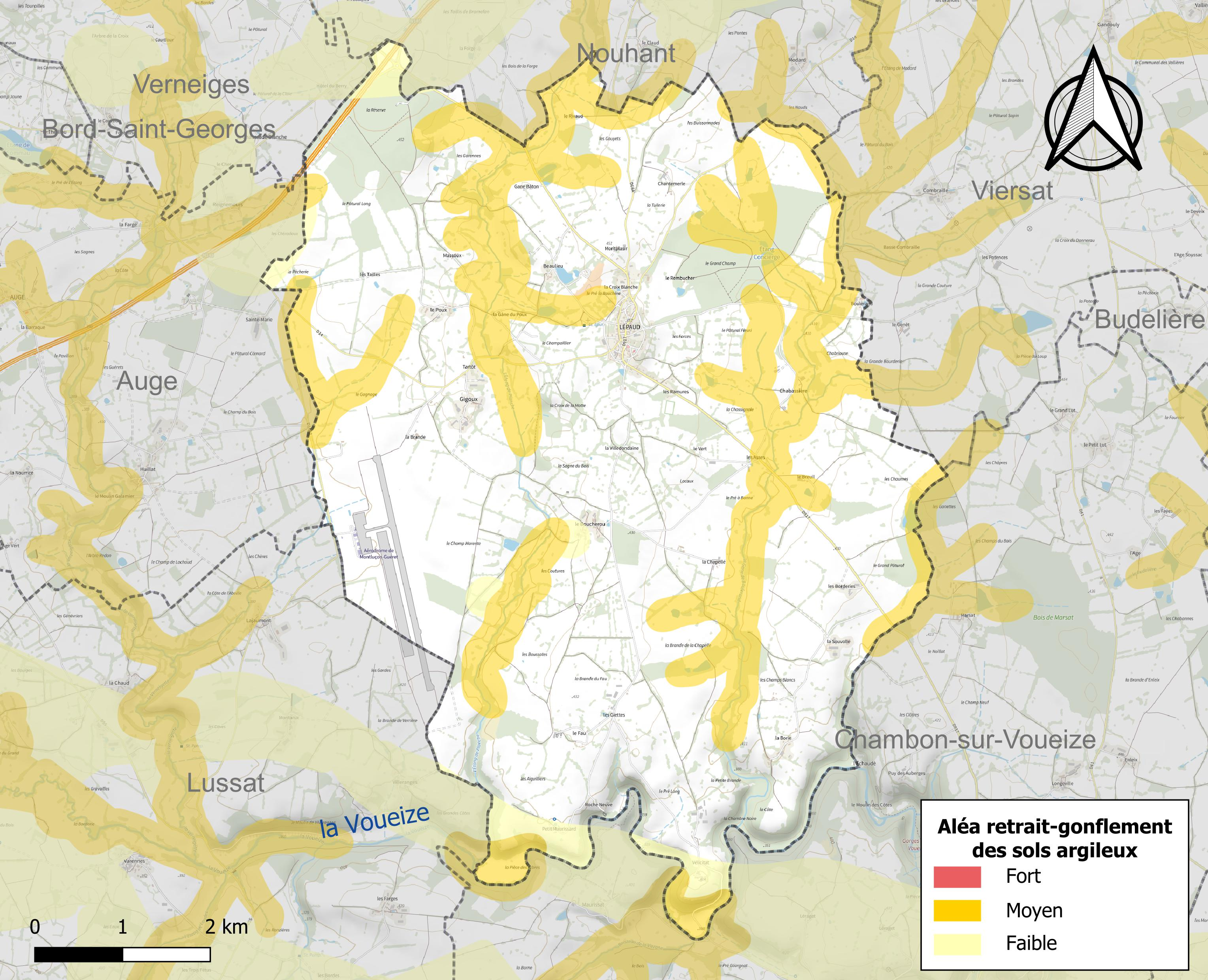
Carte des zones d'aléa retrait-gonflement des sols argileux de Lépaud.

Le retrait-gonflement des sols argileux est susceptible d'engendrer des dommages importants aux bâtiments en cas d’alternance de périodes de sécheresse et de pluie. 25,9 % de la superficie communale est en aléa moyen ou fort (33,6 % au niveau départemental et 48,5 % au niveau national). Sur les 246 bâtiments dénombrés sur la commune en 2019, 10 sont en aléa moyen ou fort, soit 4 %, à comparer aux 25 % au niveau départemental et 54 % au niveau national. Une cartographie de l'exposition du territoire national au retrait gonflement des sols argileux est disponible sur le site du BRGM,.
Par ailleurs, afin de mieux appréhender le risque d’affaissement de terrain, l'inventaire national des cavités souterraines permet de localiser celles situées sur la commune.
La commune a été reconnue en état de catastrophe naturelle au titre des dommages causés par les inondations et coulées de boue survenues en 1982 et 1999. Concernant les mouvements de terrains, la commune a été reconnue en état de catastrophe naturelle au titre des dommages causés par des mouvements de terrain en 1999.

#### Risque particulier
Dans plusieurs parties du territoire national, le radon, accumulé dans certains logements ou autres locaux, peut constituer une source significative d’exposition de la population aux rayonnements ionisants. Certaines communes du département sont concernées par le risque radon à un niveau plus ou moins élevé. Selon la classification de 2018, la commune de Lépaud est classée en zone 3, à savoir zone à potentiel radon significatif.

#### Transports en commun
- Réseau TransCreuse

## Histoire
C'était une des cinq châtellenies du pays de Combraille, attestée en 1171.
En 1834 la commune de Gigoux fut rattachée à celle de Lépaud.

## Politique et administration

### Liste des maires
| Période                                  | Période   | Identité         | Étiquette | Qualité |
| ---------------------------------------- | --------- | ---------------- | --------- | ------- |
| Les données manquantes sont à compléter. |           |                  |           |         |
| Mars 1965                                | Mars 1977 | Raymond Lachaume |           |         |
| Mars 1977                                | mars 2001 | Pierre Maulat    |           |         |
| mars 2001                                | mars 2014 | Maurice Jolicard |           |         |
| mars 2014                                | Mars 2020 | Pierre Morlon    |           |         |

## Démographie
L'évolution du nombre d'habitants est connue à travers les recensements de la population effectués dans la commune depuis 1793. Pour les communes de moins de 10 000 habitants, une enquête de recensement portant sur toute la population est réalisée tous les cinq ans, les populations de référence des années intermédiaires étant quant à elles estimées par interpolation ou extrapolation. Pour la commune, le premier recensement exhaustif entrant dans le cadre du nouveau dispositif a été réalisé en 2004.

En 2022, la commune comptait 371 habitants, en évolution de +2,49 % par rapport à 2016 (Creuse : −3,32 %, France hors Mayotte : +2,11 %).
| 1793 | 1800 | 1806 | 1821 | 1831 | 1836 | 1841 | 1846 | 1851 |
| ---- | ---- | ---- | ---- | ---- | ---- | ---- | ---- | ---- |
| 406  | 429  | 443  | 453  | 458  | 808  | 851  | 854  | 885  |

| 1856 | 1861 | 1866 | 1872 | 1876 | 1881 | 1886 | 1891 | 1896 |
| ---- | ---- | ---- | ---- | ---- | ---- | ---- | ---- | ---- |
| 776  | 738  | 740  | 722  | 754  | 815  | 822  | 781  | 775  |

| 1901 | 1906 | 1911 | 1921 | 1926 | 1931 | 1936 | 1946 | 1954 |
| ---- | ---- | ---- | ---- | ---- | ---- | ---- | ---- | ---- |
| 774  | 780  | 745  | 645  | 653  | 663  | 638  | 609  | 568  |

| 1962 | 1968 | 1975 | 1982 | 1990 | 1999 | 2004 | 2006 | 2009 |
| ---- | ---- | ---- | ---- | ---- | ---- | ---- | ---- | ---- |
| 520  | 459  | 427  | 368  | 344  | 342  | 356  | 356  | 382  |

| 2014 | 2019 | 2022 | - | - | - | - | - | - |
| ---- | ---- | ---- | - | - | - | - | - | - |
| 369  | 366  | 371  | - | - | - | - | - | - |

Au 1er janvier 2015, l'INSEE a dénombré 401 habitants dans cette commune.

## Lieux et monuments
Sur le territoire de la commune se trouve l'aéroport de Montluçon Guéret. il est géré par la Chambre de commerce et d'industrie de Montluçon-Gannat Portes d'Auvergne. Plus aucune destination régulière avec d'autres aéroports actuellement, mais aviation de tourisme et planeurs.
- Église Saint-Nicolas de Lépaud. Le portail du 13e siècle a été inscrit au titre des monuments historique en 1963[25].

### Cartes postales anciennes

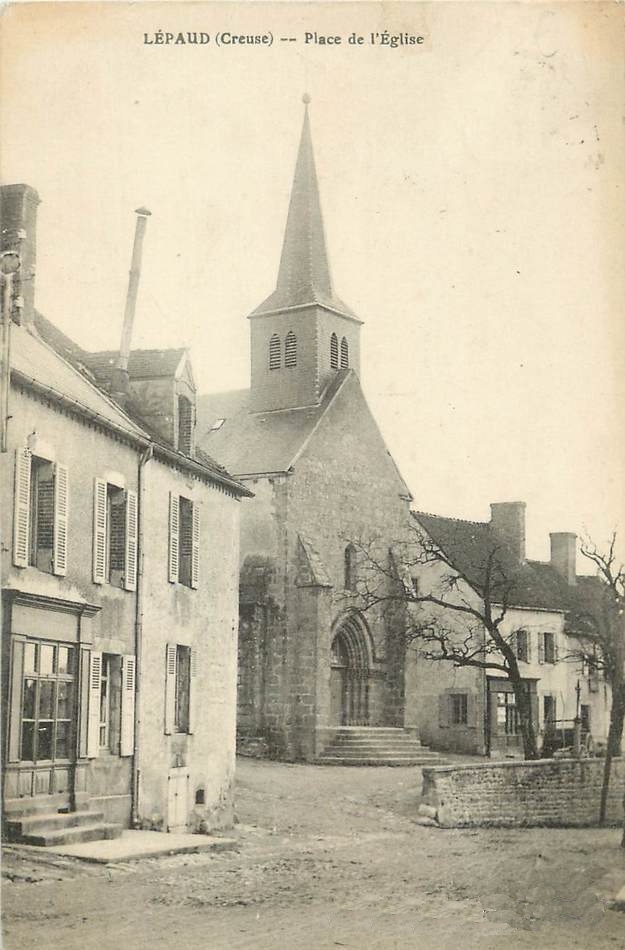
L'église
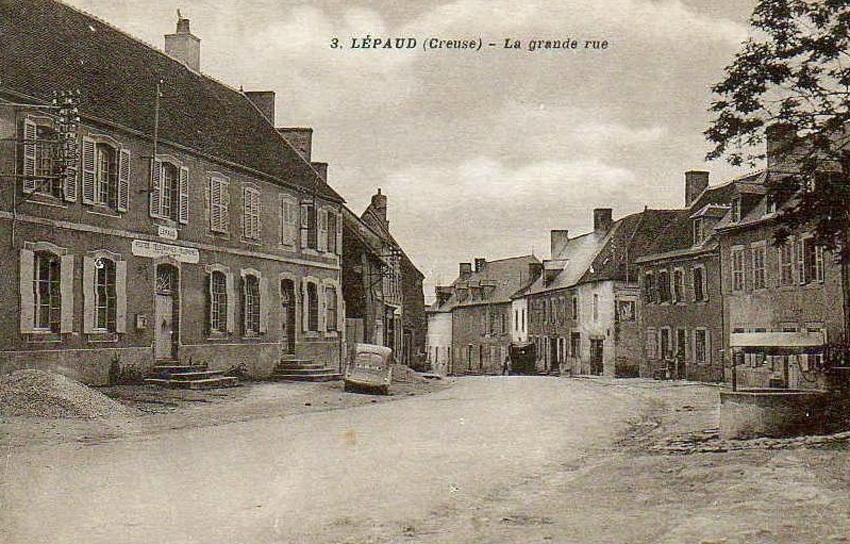
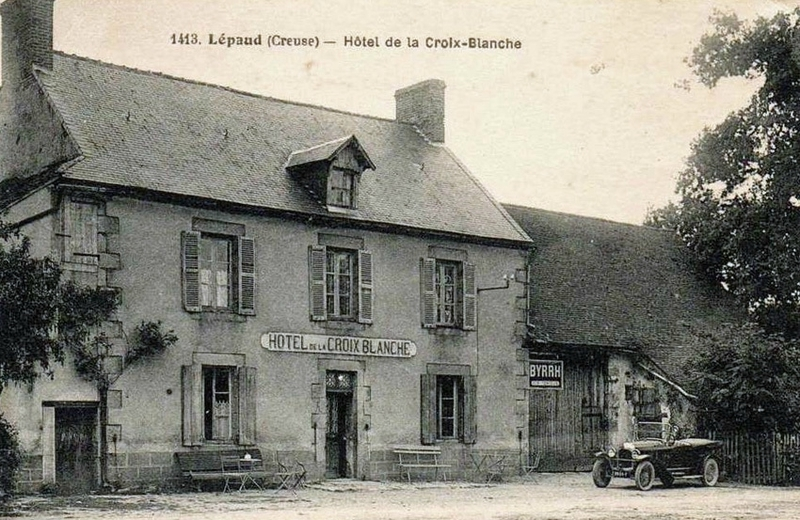
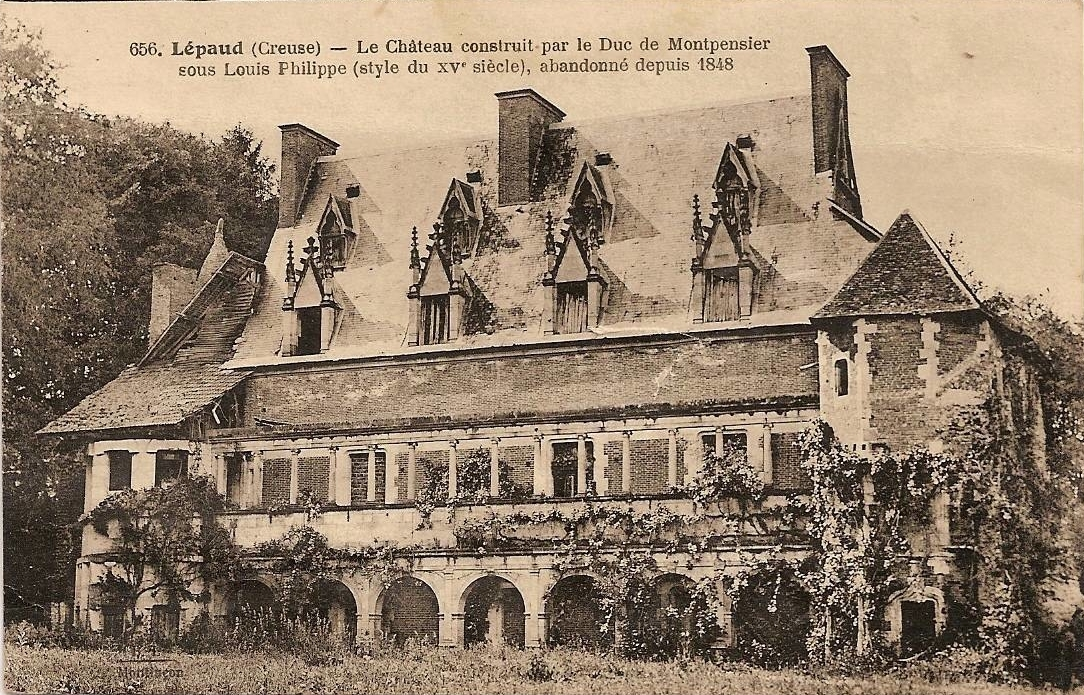

## Personnalités liées à la commune
- Henri Alhéritière, homme politique de la Troisième République.
- Claude Ribbe, écrivain.
- Anders Osterlind (1887-1960), peintre, est né dans la commune.
- Gilles Montagnier, diplomate, consul général puis ambassadeur de France.
- Gilles Vigeral, Sr Vice President - GVD Partners, llc. Ancien conseiller du Commerce extérieur de la France aux États-Unis d'Amérique.